# 터빈 케이싱
터빈케이싱은 셀(Shell)이라고도 하는데 터빈 회전체를 감싸는 기밀의 공간을 말한다. 터빈케이싱에는 다이아프램(Diaphragm)과 패킹(Packing)이 함께 조립되어 있다. 터빈에 유입되는 증기의 팽창에 따른 비체적 증가를 위한 공간으로 최종단 날개의 원심력을 제한하고 온도 구배 완화를 고려하여, 고압(High Pressure, HP)과 중압(Intermediate Pressure, IP) 그리고 저압(Low Pressure, LP) 케이싱으로 나눈다.
터빈케이싱 내부에 고정되어 있는 다이어프램(Diaphragm)과 로터(Rotor)의 간격을 일정하게 유지시켜 열팽창에 자유롭도록 설계되어 있다. 분해와 조립이 용이하도록 상하로 2 분할되고 분할된 면은 볼트로 조립된다.